# 長さの収縮
長さの収縮（ながさのしゅうしゅく、length contraction) は、運動する物体の長さが、自身の静止系で測定される長さである固有長(proper length)よりも短く測定される現象。ローレンツ収縮やローレンツ・フィッツジェラルド収縮（ヘンドリック・ローレンツとジョージ・フィッツジェラルドにちなむ）とも呼ばれる。物体が進んでいる方向のみに生じる。普通の物体ではこの効果は日常的な速度では無視でき、物体が観察者に対して光速に近づくときのみ重要となる。

## 歴史
長さの収縮は、マイケルソン・モーリーの実験の否定的な結果を説明し、静止エーテルの仮説を救うためにジョージ・フィッツジェラルド(1889)とヘンドリック・ローレンツ(1892)により仮定された（ローレンツ・フィッツジェラルド収縮仮説）。フィッツジェラルドとローレンツの両者は、運動する電荷がつくる電場が変形するという事実に言及したが（オリヴァー・ヘヴィサイドにちなむヘヴィサイド楕円体、ヘヴィサイドは1888年に電磁理論からこれを導出した）、当時分子間力が電磁力と同じふるまい方をすると推測するに十分な理由がなかったため、長さの収縮はアドホックな仮説と見なされた。1897年、ジョゼフ・ラーモアが全ての力が電磁気的な起源を持つと考えられるモデルを開発し、長さの収縮はこのモデルの直接的な結果として現れた。しかしアンリ・ポアンカレ(1905)により電磁気力だけでは電子の安定性を説明できないことが示された。そのため彼は別のアドホックな仮説を導入しなければならなかった。それは非電気的結合力（ポアンカレ応力）であり、これを用いてポアンカレは電子の安定性を確実にし、長さの収縮を動力学的に説明し、それにより静止エーテルに対する運動を覆い隠した。
最終的には、アルベルト・アインシュタイン(1905)が、仮想的なエーテルの中を動く運動を用いずに、特殊相対性理論を使うことでこの収縮を説明し、我々の空間、時間、同時性の概念を変え、収縮仮説からアドホックな特徴を初めて完全に取り除いた。アインシュタインの考えは、自身の4次元時空の概念を導入することで全ての相対論的効果の幾何学的解釈を論証したヘルマン・ミンコフスキーによりさらに洗練された。

## 相対性理論の基礎

特殊相対性理論においては、観測者は同期する時計の無限格子造りに対して事象を測定する。

初めに静止している物体と動いている物体の長さを測定する方法を慎重に検討する必要がある。ここで「物体」とは常に相互に静止している、すなわち同じ慣性系で静止している端点を持つ距離を意味するだけである。観測者（もしくは測定器）と観測される物体との間の相対速度がゼロであれば、物体の固有長{\displaystyle L_{0}}は測定棒を直接重ねることで簡単に決定することができる。しかし、相対速度が0より大きければ次のようにする。

長さの収縮: 3本の青の棒がSで静止し、3本の赤の棒がS'で静止している。AとDの左端がxの軸上で同じ位置に着いた瞬間、それぞれの棒の長さを比較する。SではAの左側とCの右側の同時位置はDとFのそれより離れているが、S'ではDの左側とFの右側の同時位置はAとCのそれより離れている。

観測者はポアンカレ・アインシュタイン同期に従い光信号を交換するか(a)、「スロークロック輸送」（1つの時計がすなわち1つの時計が消える輸送速度の限界で時計の列に沿って輸送される）(b)のどちらかにより同期された時計の列をinstallする。同期処理が終了すると、物体は時計の列に沿って移動され、全ての時計が物体の左端もしくは右端が通過した正確な時間を記憶する。その後、観測者は物体の左端が通過した時刻を記憶している時計Aと、物体の右端が「同時に」通過した時刻を記憶する時計Bの位置を見るだけで良い。距離ABが運動した物体の長さ{\displaystyle L}に等しいことは明らかである。この方法を用いて運動している物体の長さを測定するためには同時性の定義が重要である。
別の方法は固有時間{\displaystyle T_{0}}を示す時計（棒の静止系の時計により測定される時間{\displaystyle T}内に端点から端点へ移動する）を使うことである。棒の長さは移動時間に速度を掛け算することで計算することができ、それにより棒の静止系では{\displaystyle L_{0}=T\cdot v}、時計の静止系では{\displaystyle L=T_{0}\cdot v}となる。
ニュートン力学では、同時性と時間の長さは絶対的なものであるため、どちらの方法でも{\displaystyle L}と{\displaystyle L_{0}}が等しいことが得られる。しかし、相対性理論では、同時性の相対性と時間の遅れに関連するすべての慣性系における光速不変により、この等価性が壊れる。第1の方法では1つの系の観測者は物体の端点を同時に測定したというが、他の全ての慣性系の観測者は物体の端点は同時に測定されていないというであろう。第2の方法では、時間{\displaystyle T}と{\displaystyle T_{0}}は時間の遅れにより等しくなく、結果として長さも異なる。
全ての慣性系での測定値の間の偏差はローレンツ変換と時間の遅れの式により与えられる（導出参照）。固有長は変化せず、常に物体の最大の長さを示し、別の慣性系で測定された同じ物体の長さは固有長よりも短くなることが分かる。この収縮は運動の線に沿ってのみ起こり、次の関係式で表すことができる。
{\displaystyle L=L_{0}/\gamma (v)}
ここで
Lは物体に対して相対的な運動をする観測者により観測される長さ
L0は固有長（静止系での物体の長さ）
γ(v)は{\displaystyle \gamma (v)\equiv {\frac {1}{\sqrt {1-v^{2}/c^{2}}}}\ }と定義されるローレンツ因子
vは観測者と運動する物体の間の相対速度
cは光速
元の式のローレンツ因子を置き換えると、次の式になる。
{\displaystyle L=L_{0}{\sqrt {1-v^{2}/c^{2}}}}
この式ではLとL0の両方は物体の運動の線に平行に測定される。相対運動中の観測者の場合、物体の長さは、物体の両端の同時に測定された距離を引き算することにより測定される。より一般的な変換はローレンツ変換参照。光速に非常に近い速度で運動する物体を静止状態で観測する観測者は、進行方向の物体の長さを非常にゼロに近い長さとして観測する。
速度1340万 m/s (3000万mph, 0.0447c)では収縮した長さは静止時の99.9%であり、速度4230万 m/s (9500万mph, 0.141c)では長さは99%である。速度の大きさが光速に近づくにつれてこの効果は顕著になる。

## 対称性
相対性理論の原理（これによると自然法則はすべての慣性座標系において同じ形を仮定しなければならない）は、長さの収縮が対照的であることを要求する。棒が慣性系Sで静止している場合、その長さはS'で収縮するが、棒がS'で静止している場合、S'で固有長を持ち、長さはSで収縮する。ローレンツ変換が幾何学的に4次元時空における回転に対応しているため、対称ミンコフスキーダイアグラム（Loedelダイアグラム）を用いて鮮やかに説明することができる。

## 磁力
磁力は、電子が原子核に対して相対的に運動しているときの相対論的収縮により生じる。通電線の横を運動する電荷にかかる磁力は、電子と陽子の相対論的運動の結果である。
1820年、アンドレ＝マリ・アンペールは同じ方向の電流が流れる平行電線が互いに引き合うことを示した。電子にとっては、電線がわずかに収縮し反対側の電線の陽子が局所的に「密になる」。反対側の電線の電子も同じように運動しているので、（同じくらい）収縮しない。この結果、電子と陽子の間に見かけ上の局所的な不均衡が生じる。一方の電線で運動している電子は、もう一方の電線の余剰な電子に引き寄せられる。逆も考えられる。静止した電子の基準系に対して、電子は運動し収縮しており、同じ不均衡が生じる。電子のドリフト速度は時速1メートルのオーダーと比較的遅いが、電子と陽子の間の力は非常に大きいため、非常に遅い速度でも相対論的収縮が大きな影響を与える。
この効果は電流のない磁性粒子にも電流を電子スピンに置き換えて適用される。

## 実験的検証
観測される物体と共に運動している観測者は、観測者が自身と物体を相対性理論の原理に従い同じ慣性系で静止していると判断する（Trouton–Rankine実験で実証されたように）ため、物体の収縮を測定することはできない。よって長さの収縮は物体の静止系では測定することはできず、観測される物体が運動している系でしか測定できない。さらに、このような共に運動しない系においても長さの収縮を直接実験的に確認することは難しい。なぜなら現在の技術では大部分の物体を相対論的速度に加速することはできないからである。さらに要求される速度で運動する物体は原子粒子だけであるが、その空間的広がりが小さすぎるため収縮を直接測定することができない。
しかし、共に運動しない系で間接的に確認されている。
- 有名な実験の否定的な結果であり、長さの収縮を導入する必要が出たマイケルソン・モーリーの実験（後にKennedy–Thorndike実験）。特殊相対性理論においては次のような説明になる。その静止系において干渉計は相対性原理にしたがい静止しているとみなすことができるため、光の伝播時間は全方向で同じである。干渉計が動いている系では横方向のビームは動かない系に対してより長い対角線の経路を通らなくてはならず、移動時間は長くなるが、縦方向のビームは順方向と逆方向でそれぞれ時間L/(c-v)とL/(c+v)をとるため、遅延する要因はさらに長くなる。それにより縦方向では否定的な実験結果に従い、両方の移動時間を等しくするために干渉計を収縮させることになる。こうすることで2つの経路での光速は一定となり、干渉計の垂直なアームに沿った往復伝播時間はその運動と向きに依存しない。
- 地球の基準系で測定した大気の厚さを考えると、ミュー粒子の寿命は非常に短いため光速であっても地表に到達することはできないはずであるが、到達している。地球の基準系からはミュー粒子の時間が時間の遅れにより遅くなることによってのみこれが可能になるが、ミュー粒子の系では大気が収縮して移動時間が短くなることでこの効果が説明される[13]。
- 静止時には球形をしている重イオンは光速に近い速度で運動すると「パンケーキ」や平らな円板の形をしていると推測される。また、実際には粒子衝突から得られる結果は長さの収縮による核子密度の増加を考慮しなければ説明できない[14][15][16]。
- 大きな相対速度を持つ荷電粒子のイオン化の能力は予想より高い。相対論以前の物理学では、運動中のイオン化粒子が他の原子や分子の電子と相互作用できる時間が短くなるため、速い速度ではこの能力は下がるはずである。しかし、相対論においては予想より大きいイオン化の能力は、イオン化粒子が運動している系のクーロン場の長さが収縮し、運動線に対して垂直な方向の電場強度が増加することにより説明される[13][17]。
- シンクロトロンや自由電子レーザーでは、アンジュレータに相対論的電子を注入することでシンクロトロン放射を発生させている。電子の固有の系では、アンジュレータが収縮し、放射周波数が増加する。さらに、実験室系で測定される周波数を知るには、相対論的ドップラー効果を適用する必要がある。そのため、長さの収縮と相対論的ドップラー効果の助けを借りてのみ、アンジュレータ放射の極めて短い波長を説明することができる[18][19]。

## 長さの収縮の実際

アインシュタインが1911年に行った長さの収縮の思考実験のミンコフスキーダイアグラム。静止長の2つの棒が0.6cで反対方向に移動している。結果としてとなる。

1911年、Vladimir Varićakは、ローレンツによると客観的な方法で長さの収縮を見るが、アインシュタインによると、「われわれの時計制御と長さの測定による生じる唯一の明白な主観的な現象」であると主張した。アインシュタインは反証を発表した。
この著者は物理的事実に関するローレンツの考えと私の考えの違いを不当に述べている。長さの収縮が本当に存在するかどうかという疑問は誤解を招く。ともに運動している観測者にとっては存在しない限り「実際に」存在しないが、ともに運動していない観測者による物理的手段により原理的に実証されるような方法では「実際に」存在する—Albert Einstein, 1911
また、アインシュタインはその論文で長さの収縮は単に時計の制御と長さの測定が行われる方法に関する任意の定義の産物ではないと主張した。次のような思考実験を提示した。同じ固有長を持つ2本の棒の端点をA'B'とA"B"とし、それぞれx'とx"と測定する。この2本を静止しているとみなされるx*軸に沿って、これに対して同じ速度で反対方向に動かす。すると、端点A'A"は点A*で重なり、B'B"は点B*で重なる。アインシュタインはA*B*の長さがA'B'やA"B"よりも短いことを指摘したが、これはその軸に対して静止した棒を1本持ってくることにより証明することができる。

## パラドックス
収縮の式を表面的に適用することにより、いくつかのパラドックスが生じる可能性がある。例としては梯子のパラドックスやベルの宇宙船パラドックスがある。しかし、これらのパラドックスは同時性の相対性を正しく適用することで簡単に解決することができる。他の有名なパラドックスには、エーレンフェストのパラドックスがあり、このパラドックスは剛体の概念が相対性理論と両立できないことを示し（ボルン剛性のように条件が制限される）、ともに回転している観測者にとって幾何学が実際に非ユークリッド的であることを示した。

## 視覚効果
長さの収縮は、座標系にしたがい同時に位置を測定することである。これは高速で動く物体の写真を撮ることができれば、物体が運動方向に収縮していることをその写真により示すことができることを示唆しているかもしれない。しかし、このような視覚効果は写真が遠くから撮影されるため、測定値と全く異なり、長さの収縮は物体の端点の正確な位置でのみ直接測定できる。ロジャー・ペンローズやJames Terrellらにより運動する物体は普通、写真においては長さが収縮して見えないことが示された。この結果はPhysics Todayのarticleでヴィクター・ワイスコフにより一般化された。例えば、小さな角直径の場合、運動する球体は円形のまま回転している。この種の視覚的な回転効果はPenrose-Terrell回転と呼ばれる。

## 導出

### ローレンツ変換を用いる場合
長さの収縮はローレンツ変換からいくつかの方法により導出できる。
{\displaystyle {\begin{aligned}x'&=\gamma \left(x-vt\right)\\t'&=\gamma \left(t-vx/c^{2}\right)\end{aligned}}}

#### 運動する長さが分かっている場合
慣性基準系Sにおいて、この系で運動している物体の端点を{\displaystyle x_{1}}と{\displaystyle x_{2}}とする。ここで長さ{\displaystyle L}を上の決まりに従い{\displaystyle t_{1}=t_{2}\,}の端点の同時位置を決定することで測定した。S'におけるこの物体の固有長はローレンツ変換を用いて計算する。時間座標をSからS'へ変換すると異なる時間となるが、S'では物体は静止しており、端点が測定された時間は関係ないため問題はない。したがって、空間座標の変換で十分であり、次式
{\displaystyle x'_{1}=\gamma \left(x_{1}-vt_{1}\right)\quad \mathrm {and} \quad x'_{2}=\gamma \left(x_{2}-vt_{2}\right)}
が得られる。{\displaystyle t_{1}=t_{2}\,}であるから、{\displaystyle L=x_{2}-x_{1}\,}かつ{\displaystyle L_{0}^{'}=x_{2}^{'}-x_{1}^{'}}とするとS'における固有長は
{\displaystyle L_{0}^{'}=L\cdot \gamma .\qquad \qquad {\text{(1)}}}
で与えられる。これに対してSで測定した長さは
{\displaystyle L=L_{0}^{'}/\gamma .\qquad \qquad {\text{(2)}}}
で与えられるように収縮する。相対論の原理によるとSで静止している物体はS'では収縮しなくてはならない。上式の符号とプライムを対称的に交換することで次のようになる。
{\displaystyle L_{0}=L'\cdot \gamma .\qquad \qquad {\text{(3)}}}
よってS'で測定される収縮した長さは
{\displaystyle L'=L_{0}/\gamma .\qquad \qquad {\text{(4)}}}
と与えられる。

#### 固有長が分かっている場合
逆に、物体がSで静止し固有長が分かっている場合、物体の端点での測定の同時性は、物体が常にそこでの位置を変化させるため、別の系S'で考慮されなければならない。よって空間座標と時間座標の両方が変換されなければならない。
{\displaystyle {\begin{aligned}x_{1}^{'}&=\gamma \left(x_{1}-vt_{1}\right)&\quad \mathrm {and} \quad &&x_{2}^{'}&=\gamma \left(x_{2}-vt_{2}\right)\\t_{1}^{'}&=\gamma \left(t_{1}-vx_{1}/c^{2}\right)&\quad \mathrm {and} \quad &&t_{2}^{'}&=\gamma \left(t_{2}-vx_{2}/c^{2}\right)\end{aligned}}}
{\displaystyle t_{1}=t_{2}}および{\displaystyle L_{0}=x_{2}-x_{1}}であり、この結果非同時の差異が生じる。
{\displaystyle {\begin{aligned}\Delta x'&\equiv x_{2}'-x_{1}'=\gamma L_{0}\\\Delta t'&\equiv t_{2}'-t_{1}'=-\gamma vL_{0}/c^{2}\end{aligned}}}
両方の端点の同時位置を得るには、2番目の端点がS'に対するSの速度{\displaystyle -v}を{\displaystyle -\Delta t}で進めなければならない。よって長さ{\displaystyle L'}を得るためには、量 {\displaystyle (-v)\cdot (-\Delta t)} を{\displaystyle \Delta x'}に加える必要がある。
{\displaystyle {\begin{aligned}L'&=\Delta x'+v\Delta t'\\&=\gamma L_{0}-\gamma v^{2}L_{0}/c^{2}\\&=L_{0}/\gamma \end{aligned}}}
よってS'における運動する長さは収縮している。同様に、前記の計算ではS'において静止している物体に対して対照的な結果が得られる。
{\displaystyle L=L_{0}^{'}/\gamma }

### 時間の遅れを用いた導出
ローレンツ収縮は、基準となる慣性系に対して動いている時計（固有時間{\displaystyle T_{0}}を示す）の時間の進み方が、基準の慣性系で止まっている時計（{\displaystyle T}を示す）の時間の進み方より遅くなる、時間の遅れからも導出できる。時間の遅れは、関係式
{\displaystyle T=T_{0}\cdot \gamma }
で表される。
基準慣性系{\displaystyle S}において静止している固定長{\displaystyle L_{0}}の棒と、その棒の片端から片端までを棒に沿って速度{\displaystyle v}で移動する時計を考え、その動く時計が静止する慣性系を{\displaystyle S'}とする。相対性の原理によると相対速度の大きさはどちらの基準系でも同じであるため、棒の端点間を移動する時計の、それぞれ慣性系で見た移動時間は、{\displaystyle S}で{\displaystyle T=L_{0}/v}および{\displaystyle S'}で{\displaystyle T'_{0}=L'/v}と与えられる。よって、{\displaystyle L_{0}=Tv}および{\displaystyle L'=T'_{0}v}となる。時間の遅れの式を挿入すると、これらの長さの比は
{\displaystyle {\frac {L'}{L_{0}}}={\frac {T'_{0}v}{Tv}}=1/\gamma }.
となる。したがって、{\displaystyle S'}で測定される長さは
{\displaystyle L'=L_{0}/\gamma }
と与えられる。そのため、棒を横切る時計の移動時間は、棒が静止した系{\displaystyle S}での方が、棒が動く系{\displaystyle S'}より長く（{\displaystyle S'}における時間の遅れ）、棒の長さは{\displaystyle S}での方が{\displaystyle S'}においての長さより長くなる（{\displaystyle S'}における長さの収縮）。逆に、時計は{\displaystyle S}で静止しており、棒が{\displaystyle S'}にある場合、上記と同様の手順で
{\displaystyle L=L'_{0}/\gamma }
と与えられる。

### 幾何学的考察

ユークリッドおよびミンコフスキー時空の直方体

幾何学的な考察を加えると、長さの収縮は三角法の現象とみなすことができ、E3における回転の前後に直方体を通る平行な切片に類似している（右の左半分の図参照）。これはE1,2の直方体を押し上げるユークリッド的な類似である。しかし、後者の場合は押し上げられた直方体を動く板の世界スラブ(world slab)と解釈することができる。
画像: 左: 3次元ユークリッド空間E3で回転した直方体。断面は回転前よりも回転方向に長くなっている。右: ミンコフスキー時空（1つの空間次元が隠された）E1,2にある動く薄板の世界スラブで、押し上げられた直方体。押し上げられた方向の断面がその前よりも薄くなっている。いずれの場合も横方向は影響を受けず、直方体のそれぞれの隅で重なる3つの平面は相互に直交している（右はE1,2の意味で、左はE3の意味で）。
特殊相対性理論では、ポアンカレ変換はアフィン変換の1つであり、慣性運動の代わりの状態（および原点の選び方の違い）に対応するミンコフスキー時空上の代わりのデカルト座標図の間の変換として特徴づけられる。ローレンツ変換は線形変換である（原点を維持する）ポアンカレ変換である。ローレンツ変換は、ミンコフスキー幾何学では、ユークリッド幾何学で回転がする役割と同じ役割をする（ローレンツ群は時空の自己等長の等方群を形成する）。実際、特殊相対性理論は以下の表で示されるように、主にミンコフスキー時空の一種の非ユークリッド三角法を勉強することに帰着する。
| 三角法         | 円                    | 放物線         | 双曲線                 |
| -------------- | --------------------- | -------------- | ---------------------- |
| クライン幾何学 | ユークリッド平面      | ガリレオ平面   | ミンコフスキー平面     |
| 記号           | E2                    | E0,1           | E1,1                   |
| 二次形式       | 正定値                | 退化           | 非退化であるが非定義   |
| 等長群         | E(2)                  | E(0,1)         | E(1,1)                 |
| 等方群         | SO(2)                 | SO(0,1)        | SO(1,1)                |
| 等方性の種類   | 回転(rotations)       | shears         | boosts                 |
| Rを超えた代数  | 複素数                | 二重数         | 分解型複素数           |
| ε2             | -1                    | 0              | 1                      |
| 時空の解釈     | なし                  | ニュートン時空 | ミンコフスキー時空     |
| 傾斜           | tan φ = m             | tanp φ = u     | tanh φ = v             |
| コサイン       | cos φ = (1+m2)−1/2    | cosp φ = 1     | cosh φ = (1-v2)−1/2    |
| サイン         | sin φ = m (1+m2)−1/2  | sinp φ = u     | sinh φ = v (1-v2)−1/2  |
| セカント       | sec φ = (1+m2)1/2     | secp φ = 1     | sech φ = (1-v2)1/2     |
| コセカント     | csc φ = m−1 (1+m2)1/2 | cscp φ = u−1   | csch φ = v−1 (1-v2)1/2 |